# Фернандо дель Пасо
Фернандо дель Пасо Моранте (1 квітня 1935 — 14 листопада 2018)   — мексиканський прозаїк, есеїст і поет.

## Біографія
Дель Пасо народився в Мехіко і два роки вивчав економіку в Національному автономному університеті Мексики (UNAM). Він прожив 14 років у Лондоні, де працював у Британській радіомовній корпорації, і у Франції, де працював на Radio France Internationale та недовго обіймав посаду генерального консула Мексики.
З 1996 року він був членом El Colegio Nacional de México  та отримав кілька міжнародних нагород, зокрема Премію Мігеля де Сервантеса (2015), Міжнародну премію Альфонсо Реєса (2013),  Літературну премію FIL (2007) Міжнародна книга Гвадалахари Ярмарок ), премія Ромуло Гальегоса (1982), нагорода за найкращий роман, опублікований у Франції (1985) для мексиканського Палінура, премія Ксав’є Вільяуррутіа (1966) і премія Мексики за роман (1976).
Його роман "Нотатки з імперії" (Noticias del Imperio, 1986) є важливим внеском у латиноамериканський новий історичний роман. Роман, заснований на житті Максиміліана і Карлоти та французькій інтервенції в Мексиці, автор називає «історіографічним» романом. Цей енциклопедичний роман примітний тим, що замість того, щоб спробувати відкрити «правду» про те, «що сталося насправді», автор подає низку можливих версій важливих і суперечливих подій. 
Дель Пасо стверджував, що на нього вплинули різні автори, зокрема Джозеф Конрад, Джеймс Джойс, Вільям Фолкнер, Вірджинія Вульф, Ерскін Колдуелл і Томас Вулф. 

### Бібліотека та медіацентр
14 травня 2007 року Університет Гвадалахари віддав данину пам'яті Фернандо дель Пасо, назвавши бібліотеку та медіа-центр в Окотлані, штат Халіско, «Бібліотекою Фернандо дель Пасо». Ця бібліотека є найбільшою в західному регіоні Мексики з колекцією в 120 000 томів і місткістю для 800 користувачів водночас.

## Нагороди
- Премія Ксав'є Вільяуррутія, 1966
- Премія Ромуло Гальегоса, 1982
- Літературна премія FIL, 2007
- Міжнародна премія Альфонсо Реєса, 2013
- Премія Мігеля де Сервантеса, 2015

## Вибрані твори
- Sonetos del amor y de lo diario (поезія, 1958)
- Хосе Тріго (роман, 1966)
- Palinuro de México (1976; перекладено як Палінуро Мексики, 1989)
- Noticias del Imperio (роман, 1986)
- Douceur & passion cuisine mexicaine (Париж, 1991)
- Лінда 67: Історія злочину (роман, 1995)